# Do Jong Hwan
Do Jong Hwan (nacido el 27 de septiembre de 1954 en Cheongju, provincia de Chungcheong del Norte, Corea del Sur) es un poeta coreano.

## Biografía
Do Jong Hwan  fue profesor de escuela y escritor a tiempo parcial hasta la muerte de su mujer (solo dos años después de casarse), lo que le llevó a escribir Malvarrosa, una colección de desgarradores poemas de amor con los que consiguió fama y las alabanzas de la crítica. Con el objetivo de mejorar los estándares de educación, ha sido director de un sindicato de docentes y también ha sido un activo líder regional de una organización en favor de la democracia. Aunque perdió el trabajo de profesor e incluso fue encarcelado por sus actividades, ha continuado luchando por la justicia y un futuro mejor.

## Obra
Escrita en parte como tributo a su esposa fallecida, cuya pureza y belleza le recuerdan a la malvarrosa, en el poemario Malvarrosa es palpable la insoportable pena por la repentina pérdida de su amor y el intenso anhelo de felicidad que compartió con su mujer. Cuando él se da la vuelta "dejando una canción en su tumba", ella lo sigue "en el lloro de insectos sin nombre"; y cuando él va hacia su casa "dejado una lágrima en su tumba", ella se convierte "en la lluvia que cala profundamente en su cuerpo". Para superar esta angustia y desesperación, el poeta abraza el mundo con una perspectiva nueva. A través de su sufrimiento, el poeta se da cuenta de que la vida ha de seguir incluso si es más dolorosa que la muerte.
Do Jong Hwan también ha escrito sobre la división de Corea, describiendo las dificultades que vive un solo pueblo en un país dividido y abriendo nuevas posibilidades para la unificación de Corea del Norte y Corea del Sur. Ha obtenido numerosos premios de literatura.

## Carrera política
Ingresó a la Asamblea Nacional de Corea del Sur en 2012 a través del sistema representación proporcional del Partido -Democrático y ganó su segundo período como legislador en 2016 representando a su ciudad natal, Cheongju. Allí se desempeñó como secretario administrativo de la comisión parlamentaria de educación, cultura, deportes y turismo.

### Ministro de Cultura, Deporte y Turismo
En junio de 2017 fue nombrado por Moon Jae-in como titular del Ministerio de Cultura, Deporte y Turismo de Corea.
El 15 de enero de 2018, anunció que el gobierno surcoreano estaba analizando la posibilidad de que las dos Coreas marchen juntas en la ceremonia de inauguración de los Juegos Olímpicos de Pyeongchang 2018 bajo la bandera de la unificación. Finalmente, el 17 de enero se anunció la formación de un equipo unificado de hockey femenino y que ambas delegaciones marcharan juntas en la inauguración y clausura de los Juegos.

## Obras en coreano (lista parcial)
- En la aldea Godumi (1985)
- Malvarrosa (1986)
- A ti a quien amo (1988)
- Quién eres (1993)
- Una flor cae en el pueblo de la gente (1994)
- Suave línea recta (1998)
- La raíz de la pena (2002)